# Ервін Келлер
Ервін Келлер (нім. Erwin Keller, 8 квітня 1905 — 31 липня 1971) — німецький хокеїст на траві.
Срібний призер Олімпійських Ігор 1936 року.